# 華寶國際
華寶國際控股有限公司，簡稱華寶國際控股，以及華寶國際（英語：Huabao International Holdings Limited，港交所：0336、OTCBB：HUIHY
），在2004年4月30日，由力普有限公司更名而來，現時由朱林瑤管理主席。主要業務生產、研發及銷售香精香料服務。包括應用日用化工、煙草、食品等。
其主要品牌為「孔雀」，以及「喜登」。總部位於深圳市羅湖區人民南路嘉里中心2101室，香港方面則位於香港灣仔港灣道18號中環廣場3008室。
旗下企業包括廣東金葉集團有限公司、廣州華方等企業。主要地區包括上海、廣州、深圳等地區。但在受到消息困擾，在2011年7月4日，股價下挫跌0.81港元或11.44%，收盤報6.27元，成交1.34億股，涉資8.25億港元。
2015年12月9日，該公司以1000萬美元，收購VMR Products，主要從事設計、製造及分銷電子煙。
2016年11月23日，該公司被Raise Sino Investments Limited和Resourceful Link International Limited，以每股3.3港元私有化，而涉資金額為10,251,971,271.30港元，原因會繼續受宏觀經濟增長低迷及嚴格的煙草消費管控影響，再加上在2004年上市內持續徘徊。
2021年，華寶國際入围全球食用香精香料50强企业榜单，位列第11，系大中华区排行最高的企业。

## 連結
- Huabao.com.hk （页面存档备份，存于）
- Huabao.todayir.com/html/ir.php